# Krovatka, Rojîșce
Krovatka (în ucraineană Кроватка) este un sat în comuna Berezolukî din raionul Rojîșce, regiunea Volînia, Ucraina.

## Demografie
Componența lingvistică a localității Krovatka
     Ucraineană (99,25%)
     Alte limbi (0,74%)
Conform recensământului din 2001, majoritatea populației localității Krovatka era vorbitoare de ucraineană (99,25%), existând în minoritate și vorbitori de alte limbi.